# 原沙織
原 沙織（はら さおり、1979年8月11日 - ）は、日本のアイドル、演歌歌手。クラウンアーティスト所属。
千葉県佐倉市出身。1996年にクラウンレコードより『秋雨の海』でデビュー。

## 受賞歴
- 1994年3月、『第604回千葉テレビカラオケ大賞』優勝。
- 1995年9月、『テレビ東京チャレンジ歌バトル』優勝（3週勝ち抜き）。
- 1995年10月、『NHKのど自慢　富山町大会』優勝。
- 1996年2月、『テレビ東京チャレンジ歌バトル　チャンピオン大会』準優勝。
- 1996年3月、『NHKのど自慢チャンピオン大会』グランドチャンピオン受賞。

## 作品

### シングル
| 枚  | 発売日        | タイトル                 | 作詞         | 作曲     | 規格品番          |
| --- | ------------- | ------------------------ | ------------ | -------- | ----------------- |
| 1st | 1996年11月1日 | 秋雨の海                 | たきのえいじ | 弦哲也   | CRSN-354 CRDN-354 |
| 2nd | 1997年9月26日 | あなたを好きでいられたら | 真名杏樹     | 弦哲也   | CRSN-503 CRDN-503 |
| 3rd | 1998年7月15日 | 燕の純情                 | 水木れいじ   | 弦哲也   | CRSN-552 CRDN-552 |
| 4th | 1998年11月1日 | 生まれてそして愛されて   | 河村淳子     | 平尾昌晃 | CRDP-201 CRSP-201 |
| 5th | 2000年2月23日 | 一人静                   | 木下龍太郎   | 伊藤雪彦 | CRDN-661 CRSN-661 |

### オムニバス
- 有線スペシャル全曲集
- 有線リクエスト全曲集（1997年7月24日）

## 雑誌
- 『スクランブルエッグ』第5号 1996年
- 『スクランブルエッグ』第7号 1997年・インタビュー
- 『週刊ヤングサンデー』1997年6/26・28号・インタビュー
- 『カラオケfan』2000年6月号・インタビュー